# Andreas Heusler (Historiker)
Andreas Heusler (* 1960 in Calw) ist ein deutscher Historiker und Archivar.

## Werdegang
Heusler studierte Geschichtswissenschaften in Tübingen und München. Nach der Promotion zum Dr. phil. 1994 in München ist er seit 1994 Sachgebietsleiter für Zeitgeschichte/Jüdische Geschichte am Stadtarchiv München. Seit 2013 ist er stellvertretender Amtsleiter.

## Schriften (Auswahl)
- Zwangsarbeit in der Münchener Kriegswirtschaft 1939–1945. München 1991, ISBN 3-927984-07-8.
- Ausländereinsatz. Zwangsarbeit für die Münchner Kriegswirtschaft 1939–1945. München 1996, ISBN 3-88034-868-5.
- mit Tobias Weger: „Kristallnacht“. Gewalt gegen die Münchner Juden im November 1938. München 1998, ISBN 3-927984-86-8.
- Das braune Haus. Wie München zur „Hauptstadt der Bewegung“ wurde. München 2008, ISBN 978-3-421-04352-8.
- Lion Feuchtwanger : Münchner - Emigrant - Weltbürger. Residenz-Verlag, St. Pölten 2014, ISBN 978-3-7017-3297-5.
- mit Andrea Sinn (Hrsg.): Die Erfahrung des Exils : Vertreibung, Emigration und Neuanfang : ein Münchner Lesebuch (= Studien zur jüdischen Geschichte und Kultur in Bayern. Band 10). De Gruyter Oldenbourg, Berlin 2015, ISBN 978-3-486-70479-2.
- mit Elisabeth Angermair (Hrsg.): Machtwechsel : München zwischen Oktober 1918 und Juni 1919. Volk Verlag, München 2020, ISBN 978-3-86222-337-4.
- mit Tamara Fröhler (Hrsg.): Feuchtwanger und München. Peter Lang Verlag, Oxford 2022, ISBN 978-1-80079-748-2.